# آماره دوربین واتسون
آماره دوربین-واتسون یک آماره آزمون است که برای بررسی وجود خود همبستگی در بین باقی‌مانده‌ها در رگرسیون به کار برده می‌شود. مقدار این آماره همواره بین ۰ تا ۴ قرار می‌گیرد. در تحلیل رگرسیون به‌خصوص زمانی که متغیرها در طول یک فاصله زمانی مورد مطالعه قرار می‌گیرند ممکن است تغییر داده‌ها در طول زمان از الگوی خاصی پیروی کند برای تشخیص این الگو از آزمون دوربین واتسون استفاده می‌شود.
اگر بین باقیمانده‌ها همبستگی متوالی وجود نداشته باشد، مقدار این آماره باید به ۲ نزدیک باشد. اگر به صفر نزدیک باشد نشان دهنده همبستگی مثبت و اگر به ۴ نزدیک باشد نشان دهنده همبستگی منفی است. در مجموع اگر این آماره بین ۱/۵ تا ۲/۵ باشد جای نگرانی نیست.